# 注意力不足過動症的治療
注意力不足過動症的治療是指在注意力不足過動症（ADHD）治療上，以醫學實證為基礎，已確認有一定程度治療效果的治療方式。注意力不足過動症的治療包括心理治療、行為治療及藥物，也有可能是用心理治療配合藥物進行治療。治療對病症會有長期的改善，但是無法完全根除病症的影響。
美國兒科學會針對病患的年齡不同，有建議不同的治療方式。若是四歲至五歲的兒童，學會會建議有實證基礎，且由家長或／和老師監督的行為治療，只有在有中度到重度，持續性的功能紊亂時，才加上哌甲酯的藥物治療。若是六歲至十一歲的兒童，會建議使用藥物以及行為治療；而「中樞神經刺激劑」的藥效會比「非中樞神經刺激劑」的藥效要明顯一些，雖然「中樞神經刺激劑」和「非中樞神經刺激劑」都能讓孩子核心症狀減少的程度在統計學上達到明顯意義。若是十二歲至十八歲的患者，強烈建議使用藥物治療，但用藥仍需取得患者的同意；藥物治療之餘也建議能搭配行為治療。有其他研究指出若能合併藥物治療及行為治療、認知行為治療等心理治療，將可帶來更樂觀的預後。
針對注意力不足過動症的藥物治療，有許多中樞神經刺激劑及非中樞神經刺激劑的藥物。最常用的中樞神經刺激劑有哌甲酯（利他能、專思達）、阿得拉尔（Adderall, Mydayis）、右旋安非他命（Dexedrine）及甲磺酸赖氨酸安非他命（Vyvanse）。專門用來治療ADHD的非中樞神經刺激劑有阿托莫西汀（Strattera）、胍法辛（Intuniv）及可乐定（Kapvay）。其他仿單外標示使用的藥物有安非他酮（Wellbutrin）、三环类抗抑郁药、5-羟色胺和去甲肾上腺素再摄取抑制剂或是单胺氧化酶抑制剂。若有罹患相關的疾病，會使得診斷及找到正確治療方式的過程更困難及費時，因此建議同步評估是否有罹患注意力不足過動症的相關疾病，若有，也需同步進行治療。
在注意力不足過動症的非藥物治療上，有許多心理治療及行為改變的方式，其中包括心理治療以及工作記憶訓練。透過父母管理訓練及教室經營調整家庭及學校的互動方式，也可以提昇兒童的行為表現。專門的ADHD教練也可以提供改善日常行為的方式及策略，例如时间管理或是組織化建議。自我控制的課程似乎幫助不大。

## 非藥物治療
心理學家及精神醫學醫師有許多不同的心理治療方式，視病患及病患的症狀而定。常見的治療方式包括心理治療、認知行為治療、支持團體、親職諮商訓練、冥想及社交技巧訓練。

### 家長及教室
改善家中及學校的環境有助於提昇ADHD兒童的行為。ADHD患者的父母有可能也有類似的症狀，因此無法幫助其子女處理ADHD的問題。增加父母對其子女行為的瞭解，並且教導策略來強化子女的機能及溝通能力，並且對於一些不希望出現的行為加以制止，可以改善子女ADHD的情形。這些不同的父母教育介入方式統稱為父母管理訓練，其技巧包括操作制約：持續的對符合目標以及好的行為給予鼓助（正增強）)，對於沒有符合目標或是不好的行為給予處罰（例如取消一些權利，或是time-out）。教室管理類似對家長的管理訓練：教育者學習有關ADHD的特質，並且學習在教室中改善ADHD者行為的技巧。策略包括漸進結構化的教室活動、每日回饋、以及通证经济。為了讓有ADHD的兒童可以從通证经济中獲益，所有的人都要有一致的標準，因為相同的行為而得到獎勵。另外，建立教室常規有助於確保有ADHD的學生可以一整天保持專注。

### 認知訓練
2013年由奥斯陆大学的二位研究者所發表的論文指出：工作记忆訓練有助於短期的提昇，但是有關持續性的提昇證據仍不足，也無法擴展到語言能力、數學技巧、專注力或是文字解碼能力的提昇。2014年由一群南安普敦大学研究者發表的論文，研究14個已發表的随机对照试验（RCT）的元分析，其結論是：「若要將認知訓練作為針對核心ADHD症狀的第一線治療方式，還需要更多良好的雙盲研究證據的支持。」。
同伴介入干预
Reinie Cordier等人2018年的初步证据表明，同伴介入干预（peer-mediated interventions，PMI）可能改善ADHD儿童的社交功能，但当前高质量随机对照试验（RCT）有限，需进一步论证。

## 藥物治療

### 中樞神經刺激劑
中樞神經刺激劑是最常用來治療ADHD的藥物。至少在用藥後的14個月內，改善部分ADHD的症狀用來治療ADHD的中樞神經刺激劑有哌甲酯（利他能，專思達）、右旋哌甲酯（Focalin）、混合苯丙胺鹽類（Adderall）、右旋安非他命（Dexedrine）、甲磺酸赖氨酸安非他命（Vyvanse），偶爾也會使用甲基苯丙胺（Desoxyn）。緩釋制劑可以讓患者只要每天早上服藥一次即可，這對一些不希望在學校時還要服藥的兒童格外有幫助。有許多不同的藥物緩釋方式。
治療ADHD的中樞神經刺激劑會提昇細胞外的神经递质（多巴胺及去甲腎上腺素）的濃度，可以增加神經元之間的溝通。其治療效果是因為去甲肾上腺素在蓝斑核及前額葉皮質作用，而多巴胺能的作用是在腹側被蓋區、伏隔核及前額葉皮質
中樞神經刺激劑若在醫師處方下，依處方用量使用，一般來說是安全的，不過對於藥物長期的影響及安全性，還沒有具體的數據佐證，另一方面的疑慮是有關其使用以及藥物分配上的社會問題及倫理問題，美國的FDA已針對一些ADHD藥物加註黑框警語，若是濫用這些藥物，在停藥時會出現精神病，心理依賴以及嚴重的抑鬱症。
在治療ADHD的藥物中，中樞神經刺激劑的效果最好。美國FDA已核可七種不同的ADHD中樞神經刺激劑藥物，四種是以苯乙胺為基礎的處方，有二種是以哌甲酯為基礎的處方，以及鹽酸右旋苯丙胺。美國FDA核可治療ADHD的非管制類非中樞神經刺激劑只有阿托莫西汀、胍法辛及可樂定。
根據短期的臨床試驗，已證實ADHD的療效，不過這些試驗有排外條款，目前有關ADHD藥物的知識是基於臨床實務上典型病患中的一小部份子群所得的，目前還無法證實對學業表現是否有幫助，而且也缺乏長期療效以及副作用嚴重性的試驗資料。不過中樞神經刺激劑可以減少ADHD兒童意外受傷的風險。
注意力不足過動症的中樞神經刺激劑藥物一般會分在同一類內，但其影響腦部的方式有所不同。有些研究致力於找到兒童對特定藥物反應的相似性，不論兒童是否有ADHD，其對中樞神經刺激劑藥物的行為反應是類似的。
中樞神經刺激劑藥物用在成人注意力不足過動症上，也是有效的療法，不過藥效反應速度會比兒童要慢。
有些醫師會建議第一次用藥時用抗憂鬱藥物代替中樞神經刺激劑，不過其治療效应值比中樞神經刺激劑要低很多。
| 藥物名                             | 藥物（主成分/有效成分）學名 | 作用時間                               | 生效時間                                      | 備註 |
| ---------------------------------- | --------------------------- | -------------------------------------- | --------------------------------------------- | --- |
| 利他能（Ritalin）                  | 哌甲酯                      | 短：3.5小時左右                        | 約服用後30分鐘                                | - 在藥物動力學上，食物可能增加立即釋放型哌甲酯的口服吸收率，因此建議使用者於餐前30-45分鐘用藥。 - 安保美喜錠為利他能的副廠藥品。 副廠名：安保美喜公司 - 研究發現，胎兒在子宮接觸到哌甲酯，相對控制組來說，較高的風險在出生後帶有先天性心臟病，而苯乙胺則無此風險。 - 與質子泵抑制劑共服可能會增加哌甲酯的口服吸收率。 |
| Adderall                           | 右旋苯丙胺和左旋苯丙胺      | - 短效型：4-5小時 - 長效型：10-12小時  | - 短效型：30-60分鐘 - 長效型：60-90分鐘或更短 | - 為苯乙胺製品 - 尚未引進台灣/中国大陆 - 在歐美與紐澳皆為合法的處方藥及管制藥品。 - 對於哌甲酯之藥物反應不佳時，可換成此藥物。 - 與質子泵抑制劑共服可能會增加安非他命的口服吸收率及藥物釋放速度。 |
| Desoxyn                            | 甲基苯丙胺                  | N/A                                    | N/A                                           | - 為苯乙胺衍生物 - 尚未引進台灣/中国大陆 - 在歐美與紐澳皆為合法的處方藥及管制藥品。 - 對於哌甲酯之藥物反應不佳時，可換成此藥物。 - 與質子泵抑制劑共服可能會增加安非他命的口服吸收率。 |
| Tyvense                            | 甲磺酸赖氨酸安非他命        | 12小時                                 | 2 小時                                        | - 為苯乙胺衍生物 - 尚未引進台灣/中国大陆 - 在歐美與紐澳皆為合法的處方藥及管制藥品。 - 對於哌甲酯之藥物反應不佳時，可換成此藥物。 - 與質子泵抑制劑共服可能會增加安非他命的口服吸收率及藥物釋放速度。。 |
| Dexedrine                          | 右旋安非他命                | - 立即釋放型：3-7小時 - 長效型：12小時 | - 立即釋放型：0.5-1.5小時 - 長效型：1.5-2小時 | - 苯乙胺衍生物 - 尚未引進台灣/中国大陆 - 在歐美與紐澳皆為合法的處方藥及管制藥品。 - 對於哌甲酯之藥物反應不佳時，可換成此藥物。 - 與質子泵抑制劑共服可能會增加安非他命的口服吸收率及藥物釋放速度。。 |
| 利他(長)能LA （Ritalin LA/利長能） | 哌甲酯                      | 中：8小時左右                          | 約服用後30分鐘                                | - 藥物之半衰期介於利他能與專思達之間。 - 研究發現，胎兒在子宮接觸到哌甲酯，相對控制組來說，較高的風險在出生後帶有先天性心臟病，而苯乙胺則無此風險。 - 與質子泵抑制劑共服可能會造成Ritalin LA無法達到緩慢釋放的效果，並且可能會增加哌甲酯的口服吸收率。                                                                |
| 專思達/專注達                      | 哌甲酯                      | 長：12小時左右                         | 約服用後30分鐘                                | - 台灣譯作專思達。 - 中華民國中央健康保險署已經核定醫師可將此藥物作為十八歲以下患者的第一線處方。 - 中國大陸翻譯為專注達。 - 研究發現，胎兒在子宮接觸到哌甲酯，相對控制組來說，較高的風險在出生後帶有先天性心臟病，而苯乙胺則無此風險。 - 與質子泵抑制劑共服可能會增加哌甲酯的口服吸收率。                            |

#### 苯丙胺
苯丙胺是手性化合物，由兩種同分異構的化合物組成：左旋苯丙胺（Levoamphetamine）及右旋苯丙胺（dextroamphetamine）。兩種化合物互為對方的鏡象（对映异构），就像人的右手和左手互為鏡象一樣。分子因為对映异构產生在空間排列上的差異，使得其藥理學上的特質有些不同：左旋苯丙胺的代謝半衰期較長，但右旋苯丙胺是比較有效的中樞神經刺激劑。在抑制ADHD本身的症狀（例如過動及不專注）很有效，不過也可能會有嚴重的副作用，例如頭痛、焦慮、噁心及失眠。
目前在ADHD的治療上，有五種不同的以苯丙胺為基礎的藥物：外消旋苯丙胺、右旋苯丙胺、甲磺酸赖氨酸安非他命，另外有二種混合的鏡像異構物藥物（阿得拉尔及Dyanavel XR）。甲磺酸赖氨酸安非他命本身沒有作用，但在人體內會代謝為右旋苯丙胺，屬於前体药物。阿得拉尔是有專利混合藥物，其中包括75%右旋苯丙胺鹽及25%左旋苯丙胺鹽，其效果有些細微的不同。Dyanavel XR是類似的混合物。阿得拉尔因為有左旋苯丙胺，其藥效會比右旋苯丙胺要快。左旋苯丙胺也讓阿得拉尔的臨床效果比右旋苯丙胺要長。有些同時患有ADHD及其他共病的兒童對左旋苯丙胺的反應很好。

##### 甲基苯丙胺
人體會將甲基苯丙胺代謝為苯丙胺以及其他較沒有藥物活性的代謝產物。最後約有四分之一的甲基苯丙胺會變成苯丙胺。若只比較右旋苯丙胺及右旋甲基苯丙胺（dextromethamphetamine），後者是較強的中樞神經刺激劑。

#### 哌甲酯
哌甲酯（methylphenidate）簡稱MPH，類似苯丙胺一樣有手性的化合物，是由二種对映异构物組成：右旋哌甲酯（也稱為d-MPH）及以左旋哌甲酯（l-methylphenidate，也稱為l-MPH）。不過這兩種同分異構物的藥效差異較大，l-MPH的藥效明顯的比d-MPH要弱，原因是因為這二個同分異構物之間的差異所造成。
有兩種以哌甲酯為基礎的藥物，一種是由兩種对映异构物等比例混合產生的外消旋混合物，是利他能（Ritalin）及專思達（Concerta），另一種是只含右旋哌甲酯的对映异构物，稱為右旋哌甲酯（Focalin）。

### 非中樞神經刺激劑
阿托莫西汀、胍法辛及可乐定等非中樞神經刺激劑常用來治療注意力不足過動症。
阿托莫西汀
阿托莫西汀的療效會比中樞神經刺激劑要弱一些，偶爾會有肝臟受損的副作用，但非常少見:5，美國FDA用黑框警語警告此藥物有和自殺意圖有關的罕見副作用。對照研究指出，此藥物會讓心率變快、體重變輕、沒有食慾以及因治療產生的噁心症狀。
胍法辛
FDA已核准用延長釋放型式的胍法辛來治療ADHD，作為替代中樞神經刺激劑的藥物。其正面效果可能是因為此藥物可以強化前額葉皮層，強化有關調節專注力以及行為的能力。
可乐定
美國也已經核可α2A腎上腺素能受體激動劑。可乐定一開始是設計來治療高血壓的藥物。在傍晚及（或）下午低劑量的使用，並且配合中樞神經刺激劑一起使用，可以幫助睡眠，有時可乐定可以緩解衝動和對立行為，也可能會減少抽动综合症的症狀，對於共病的抽动综合症可能效果更好。

### 其他藥物
因為一些原因，有些治療ADHD的藥物是用在FDA核可適應症以外的仿單外標示使用。美國FDA要求兩次的臨床實驗，以確認此潛在藥物在治療ADHD的效果及安全性。以下的藥物尚未通過二次的臨床實驗，因此FDA尚未核可這二種藥物來治療ADHD，而其合理的用量及和其他藥物的交互作用也還不明確。
安非他酮
安非他酮（Bupropion）會分類為非典型的抗憂鬱藥，是最常用來治療ADHD的仿單外藥物。安非他酮會抑制神經元突觸中去甲腎上腺素的再攝取，也會較小程度的抑制多巴胺，對於血清素的再攝取沒什麼影響。安非他酮不是管制類藥物，其處方藥物常會設計為分時釋放的藥物，以避免副作用的風險
莫達非尼
莫達非尼（Modafinil）是覺醒促進劑，主要效果是選擇性的、效果較弱的、非典型的多巴胺再吸收抑制劑。有在兒童ADHD的患者中進行過雙盲隨機對照試驗，驗證過其療效及耐受性，不過有些嚴重副作用（如皮膚不良反應）的風險，因此不建議將莫达非尼用在兒童病患身上:7。在美國市場，此藥物一開始在市場上是以Sparlon的名稱向FDA申請核可，不過因為在臨床試驗中有出現過史蒂芬斯－強森症候群，FDA對此有疑慮，因此沒有核可此藥物的使用。
其他可能會以仿單外治療形式，用來治療注意力不足過動症的藥物，有包括一些抗抑郁药，例如三环类抗抑郁药 （TCA）、5-羟色胺和去甲肾上腺素再摄取抑制剂（SSRI）或单胺氧化酶抑制剂（MAOI）。

### 對於中樞神經刺激劑的疑慮
有些家長及研究者對於藥物的副作用以及長期使用的影響有些疑慮。

#### 接受治療人數的增加
近年來，注意力不足過動症的門診治療比率穩定不變。之前，美國注意力不足過動症的門診治療比率從1987年每一百名兒童中0.9名，上昇到1997年的每一百名兒童中3.4名。美国疾病控制与预防中心2011年至2012年的調查指出年齡4歲至17歲的兒童中，有17%曾經由醫療人員給出有一定程度ADHD的診斷（男孩中佔15%，女孩中佔7%），比2007年增加16%，比上個世紀增加41%。CDC也指出上述的抽樣中，美國兒童ADHD的盛行率比美國精神醫學學會在DSM-5提到的要高5%（2011年的調查，有8.8%的兒童確診有ADHD）。不過在2011年時，只有6.1%的兒童有服用ADHD的藥物，因此推測患有ADHD的兒童中，可能有17.5%沒有接受治療。

#### 學齡前的用藥
ADHD兒童的家長一般是在兒童較小時就發現其ADHD的症狀，有關兒童使用中樞神經刺激劑長期影響的縱向研究還不多。FDA沒有核可對六歲以下的兒童用藥物治療，目前的趨勢在較小的兒童身上就診斷出ADHD。有關五歲以下兒童的藥物處方從2000年至2003年增加了50%。有關此議題的研究也指出中樞神經刺激劑可以讓幫助「有嚴重ADHD症狀」的幼童，但其劑量會比年齡較大兒童的劑量要少。研究也指出，較小年齡的兒童對副作用較為敏感，需要密切監控。有證據顯示認真的評估以及個人化的行為介入顯著的改善其社交技巧及學業表現，而藥物只對其症狀有幫助。「使用藥物治療的比例增加的一個主要原因，是許多醫師認知到心理治療的方式費用很高，而且很難持續。」。

#### 副作用

##### 成長遲緩及體重減輕
有些證據顯示若兒童較長期的使用中樞神經刺激劑，在兒童成長方面有輕微的減緩，不過還沒有找到其因果關係，而且持續長期使用似乎沒有再看到類似的影響。體重減輕一般和食慾減輕有關，食慾減輕是藥物可能會引起的副作用，不過很少會有嚴重體重減輕的症狀。食慾減輕只是一時性的，當中樞神經刺激劑的日常效果減退了之後，食慾就會恢復正常。噁心、頭暈、頭痛及其他症狀都會影響食慾，也會讓體重減輕。

##### 心血管疾病
有些研究者對於中樞神經刺激劑及阿托莫西汀的疑慮，會增加心率及血壓，可能會引起嚴重的心血管問題。近來FDA的極大規模研究指出，針對兒童、青年人及成人而言，找不到嚴重心血管疾病（心搏停止、心肌梗死及中風）和使用苯丙胺、哌甲酯及其他ADHD藥物的相關性。

##### 精神醫學
治療ADHD的藥物中，有許多會有生理及心理上的依賴性，也可能會有睡眠方面的問題。
哌甲酯可能會惡化精神科患者思覺失調的症狀，在極少數的案例中，和新出現的精神科症狀有關聯性。若是患有ADHD和躁鬱症的患者使用，需高度注意，因為有潛在誘發狂躁及轻度狂躁的可能性，有非常罕見自殺意圖的案例，不過目前還沒有相關性的證據。還不清楚長期使用哌甲酯對於後來精神疾病是否有影響。
2009年FDA針對49個臨床實驗的回顧性研究指出，接受ADHD藥物臨床試驗的兒童中，有1.5%有精神疾病或是狂躁的症狀。也分析了售後報告，約半數是和不到11歲的兒童有關。其中約90%的案例之前沒有精神疾病或是類似症狀的病史。最常見的症狀是有關蛇、蠕蟲或是昆蟲的幻覺。

#### 長期使用
有些物種長期使用哌甲酯或苯丙胺有可能會造成多巴胺系統發展異常，或是可能會讓神經受損不過人類接觸後的發展及神經成長卻都正常。核磁共振成像研究指出ADHD患者長期使用哌甲酯或苯丙胺治療，可以減少其腦部結構及機能上的異常，也可以促進右尾状核的機能。
有關中樞神經刺激劑臨床研究的評論，已經確定了ADHD患者長期使用苯丙胺的安全性及療效。兩年的受控臨床試驗已確定了連續治療的安全性及療效。有一個評論針對長達九個月，針對兒童使用苯丙胺的随机对照试验，指出其智商平均增加了4.5，且其注意力變好，而破壞行為及過動都有改善。

#### 戒斷及回彈
中樞神經刺激劑的治療效果可能會出現抗藥性，當劑量減少時也可能會有回彈效應。回彈效應一般是在中樞神經刺激劑量太高，或是患者無法負荷中樞神經刺激劑時出現。劑量太高會出現的症狀包括易怒、感受或是人格的受激或是鈍化。
中樞神經刺激劑可能會有藥物戒斷或是rebound reactions的症狀，若用幾個星期或是幾個月來漸漸減少藥量，其症狀可以減到最輕。有一個有關刺激劑快速戒斷的小型研究，認為戒斷反應其實不是典型反應，只會在一些易感的人身上出現。

#### 癌症
有一個針對哌甲酯的小規模研究，讓大家對於使用後是否會造成染色体畸变及癌症可能性有所疑慮，後來美国食品药品监督管理局（FDA）的審核中發現其中有重大的方法論問題，因此不能作為參考。用改善過的方法論進行的後續研究找不到哌甲酯可能致癌的證據，該研究指出「有關長期使用哌甲酯，可能會提高致癌風險的說法，找不到相關證據可以支\持。」

### 歷史
第一個將中樞神經刺激劑用來治療兒童專心及過動問題的記載出現在1937年美國羅德島普罗维登斯的醫師查爾斯·布拉德利記載了一群有行為問題的兒童在接受中樞神經刺激劑苯丙胺的治療後，症狀有改善。中樞神經刺激劑哌甲酯（利他能）在1944年問世，在1954年時已可以販售，目前仍為最常用來治療ADHD的藥物之一。此藥物最早是用來治療發作性嗜睡病、慢性疲勞、憂鬱症，以及減緩其他藥物的副作用，1960年代起就開始用哌甲酯來治療ADHD。
美國FDA在1975年核可用匹莫林（塞洛德）來治療ADHD，在症狀控制上的效果很好，不過之後的二十七年內，有14例肝臟衰竭的案例，因此藥商將此藥物從市場上撤回。藥品內新的給藥系統在1999年發明，使藥品成為可以漸漸釋放的長效型藥物，避免一天要多次服藥，或是需要在學校中服藥的情形。這個新的系統包括藥錠外面包覆著不同時效的物質，讓藥品可以在8至12小時的時間內慢慢溶解釋放（Metadate CD, Adderall XR, Focalin XR），也有滲透泵可以在食用後八至十二小時從藥品中擠出液態的哌甲酯（專思達）
2003年FDA核可將阿托莫西汀（择思达）用來治療ADHD，是FDA頭一次核可用不是中樞神經刺激劑的藥物來專門治療ADHD。2007年甲磺酸赖氨酸安非他命（Vyvanse）成為第一個獲得FDA核可治療ADHD的前体药物。普度藥廠的一個子公司在2019年3月獲得FDA核可，用Adhansia XR（一種哌甲酯藥物）來治療ADHD。

## 成本－療效比較
若考慮注意力不足過動症治療的療效，效果最好的是結合藥物治療以及行為治療的方法，其次是只用藥物治療，再者是行為治療。若同時考慮成本及療效，首先會考慮純藥物的治療、其次是行為治療，再者是結合藥物治療以及行為治療的方法。以個人而言，最有效以及療效－成本比（cost-effective）最好的是用中樞神經刺激劑的藥物治療，長效性藥物的療效－成本比會比短效性的藥物要好。若有出現共病（二個疾病同時出現，例如重度抑郁症及ADHD）會使診斷及治療的成本更高。

## 其他治療方式

有時會用咖啡因來治療ADHD

大部份的ADHD替代治療方式還沒有足夠的證據以佐證其療效，目前也還不建議使用。就算考慮其中最好的實驗結果，其效果也只是類似安慰劑的效果。

### 神經回饋
神經回饋（NF）是一種針對患有兒童、青少年或是成人的治療方式。此療法會用電極來測量人腦所釋放的電能。當有beta波出現時會發出警告，此理論認為罹患ADHD的人可以透過訓練來降低ADHD的症狀。
目前還沒看到神經回饋療法有造成嚴重的不良反應，有關神經回饋的研究，目前還沒有高品質的成果。目前有些有關神經回饋成效的資訊，不過說服力還不足：。在大部份的雙盲實驗中，看不出神經回饋的效果，因此正面效果也有可能是類似心理作用的安慰劑效應。

### 飲食
健康及營養均衡的飲食（食物、飲用水及飲料）是保持身心健康的基礎，從而減少疾病（例如：慢性病）的生成。
截至2019年7月，沒有任何科學證據顯示糖、或甜食（包括：糖分含量遠高於一般菜餚的食物）會影響人類的行為或導致ADHD
<。
飲食的調整可能對少部份的ADHD兒童有幫助，一份2013年的統合分析針對有ADHD症狀，而且有補充游離脂肪酸或是減少食用有人工色素食品的兒童的相關研究發現，只有不到三分之一的兒童在症狀上有改善，這方面的助益有可能只是對有食物敏感的兒童有幫助，也有可能是這些兒童同時也在接受ADHD的治療，這些已發表的文獻也發現目前已有的證據無法支持減少食用特定食物來治療ADHD的療法。2014年發表的文獻也發現排除饮食在治療ADHD上的成效有限，另一篇在2016年發表的文獻指出，根據研究結果，「无麸质饮食在未來成為ADHD的標準療法」之機率是微乎其微。
鐵、鎂及碘等礦物質的攝取可能可以改善ADHD的症狀，有一些證據指出身體組織內的鋅成份過低和其ADHD症狀有關，不過一般不建議用補充鋅礦物質的方式來治療ADHD，只有在有鋅缺乏的地區（幾乎只會在開發中國家）才建議補充鋅礦物質。不過若鋅礦物質和苯丙胺類藥物同時使用的話，會減低苯丙胺藥物的最小有效劑量，也就是可以服用較少的藥物而達到相同的效果。另有證據指出Omega3-脂肪酸能提供對於病情些許的改善，不過也有證據指出其功效非常有限，因此不建議用Omega3-脂肪酸來取代醫學治療
。
一些研究發現，人工食用色素或防腐剂可能與少部分兒童出現類似ADHD的症狀，或者是與ADHD的流行率增加有關。但是這些研究的證據力薄弱而且可能只適用於有食物不耐症的孩子。 針對這樣的疑慮，英国和欧洲联盟已經發布相關食品管理措施。
對於某些食物的食物過敏或食物不耐症，可能會惡化少數孩子既有的ADHD症狀。

### 中醫
中華民國中醫師公會全國聯合會曾在2018年8月於臺灣召開記者會宣稱，「長久以來，傳統中醫在改善（ADHD）這類慢性長期精神生理疾病症狀方面，具有顯著的療效」。
中華民國中醫師公會全國聯合會另表示，2010 年發表於《Complementary Therapies in Medicine》（一個替代醫學的期刊）的隨機雙盲對照試驗中提到，在頭部、背部膀胱經、足部腎經及足部肝經的進行針刺治療，有改善注意力不足與過動的症狀

### 運動
適度且規律的運動，特別是有氧運動有助於改善許多中樞神經系統疾患的症狀，也證實為注意力不足過動症的有效附加療法。
長期規律的運動合併正規治療，將有更樂觀的預後（治療效果）-較好的行為以及運動協調性、大腦執行功能的提升（包含大腦認知領域中的：注意力、衝動克制力、和計畫組織的能力）、更快速的資訊處理速度、和更棒的記憶力。
統計由父母及教師填答的《孩子行為和社交情緒評量表》，結果顯示長期規律的有氧運動帶給孩子的效果是：身體所有功能的提升、ADHD的症狀減緩、焦慮和憂鬱的程度下降、身體症狀減少、較佳的課業及課堂中的表現、社交技巧進步。
藥物治療合併規律的運動能放大中樞神經刺激劑作用於執行功能上的效果。運動帶來的效果被認為是因為運動增加了腦中神經突觸間多巴胺和正腎上腺素的濃度。

### 音樂
北美放射醫學會和有限的研究結果表示，音樂治療似乎有可能改善ADHD孩子在課堂上的表現、增加注意力不足過動症及自閉症或亞斯伯格症（ASD）患者的腦部特定神經連結並使得預後更加樂觀，然而音樂治療的有效性尚需更多相關論文支持。
台灣精神科醫師高淑芬則表示，根據床經驗，讓ADHD患者聽音樂較能持續工作，也能增加效率，但高淑芬也說，若患者是聽有歌詞的歌曲或新歌可能就比較不適合，因為患者可能把注意力集中到音樂的歌詞上，沉浸在音樂中。:117-118

### 體外三叉神經微電流刺激系統
體外三叉神經刺激系統（external Trigeminal Nerve Stimulation System，簡稱eTNS）是在體外利用電流刺激三叉神經的設備。
2019年4月，美國食品藥物管理局（USFDA）批准用此設備治療美國7-12歲之未使用藥物治療ADHD的患者，是美國首度核准的第一項ADHD醫療器材，僅限醫師處方。eTNS可以做為ADHD的單獨療法，亦即不必搭配其他的ADHD藥物或是非藥物治療。其治療方式是兒童在晚上睡覺的時候，在其照顧者的督導下，在沒有其他電磁波及電流的干擾下，將eTNS貼在額頭表皮，以利eTNS傳送微弱的電流刺激孩子的前額葉。ADHD孩子可能需使用eTNS連續四周才能出現療效，之後才回診接受醫師的療效評估。eTNS的副作用為：疲倦、食慾增加、睡不好、磨牙（teeth clenching）、頭痛、與倦怠。然而其程度都十分輕微。其他較少見的eTNS之副作用，沒有任何項目被USFDA評定屬於嚴重或危險等級的。
不過有些在醫療現場直接面對患者（臨床）的兒童與青少年精神科醫師（兒童心智科醫師）持保留態度，認為該雙盲随机对照试验中的參與者（樣本數）僅62人，因此覺得須留待日後更多的文獻證明eTNS的療效。

### 正念療法
2018年4月文獻顯示，「認知行為治療+藥物治療+正念療法」的策略比「認知行為治療+藥物治療」帶給患者更大的進步，因此有成為未來正式治療策略的潛力。。不過有其他研究然而單獨就「認知行為治療」和「正念療法」相比，未服藥且單獨接受「認知行為治療」或「正念療法」的ADHD患者經過訓練後，並未發現「認知行為治療」和「正念療法」的療效有何差異。
有鑑於前述不一致的實驗結果，正念療法尚需更多研究來證明其有效性
。

### 媒體
有前期研究支持玩電動玩具可以產生神經反饋，有助於認知，可以幫助患有ADHD的人自我管理，並且有助學習。不過另一方面，患有ADHD的人玩遊戲會很難結束，這會抵消遊戲原來可以帶給他們的幫助，也會影響其時間管理的技巧。

### 大自然
花許多時間在戶外（例如公園）的兒童比較不會有ADHD的症狀，有些人稱之為「綠色治療」（Green Therapy）。

## 註解
1. ↑  又稱為「派醋甲酯」
2. ↑  中華民國中醫師公會全國聯合會將《Complementary Therapies in Medicine》翻譯為「醫學補充療法」
3. ↑  即表示可附加在現有具備科學實證且能在統計學上達到顯著意義之有效改善症狀的醫學療法。

## 外部連結
- 國立臺灣師範大學特殊教育學系; 教育部特殊教育工作小組.  (PDF). 台灣. 2001-06. （原始内容 (PDF)存档于2018-07-20）.
- 傅秀媚.  (PDF). 特殊教育論文集 (國立台中教育大學). （原始内容 (PDF)存档于2018-07-19）.
- 黃錦敦.  (PDF).   [2022-07-05]. 原始内容存档于2018-12-29.
- . National Institute of Mental Health of the United State of America. (tertiary source). 2009-11  [2017-04-22]. （原始内容存档于2017-04-22）.
- Authors, No. . NCBI. 1999-12-11  [2017-04-22]. （原始内容存档于2017-05-04）.
- . 臺灣兒童青少年精神醫學會. 2016-07-28. （原始内容存档于2017-12-15）.